# إلفيس إيفورا
إلفيس إيفورا (بالبرتغالية: Elvis Évora‏) مواليد 4 فبراير 1978 في الرأس الأخضر، هو لاعب كرة سلة برتغالي. بدأ مسيرته الاحترافية في سنة 1998. يبلغ طوله 6 قدم 8.7 بوصة (2.0 م).

## المسيرة الاحترافية
لعب مع فريق تنريفي في موسم 2005–2006، ثم لعب مع أوفارينسي لكرة السلة من سنة 2006 إلى 2008، ثم لعب مع بنفيكا لكرة السلة من سنة 2009 إلى 2013.

## روابط خارجية
- إلفيس إيفورا على موقع الاتحاد الدولي لكرة السلة (الإنجليزية)
- إلفيس إيفورا على موقع الدوري الأوروبي لكرة السلة (الإنجليزية)
- إلفيس إيفورا على موقع كرة السلة الأوروبية.كوم (الإنجليزية)
- إلفيس إيفورا على موقع ريلجم (الإنجليزية)
- إلفيس إيفورا على موقع بروبوليرز (الإنجليزية)
- إلفيس إيفورا على موقع سبورتس رفرنس (الإنجليزية)